# Toreador (Vampiro: la mascarada)
Los Toreador son un clan ficticio de vampiros pertenecientes al juego de rol Vampiro: la mascarada, de la compañía White Wolf Game Studio Inc. así como a las posteriores ediciones de dicho juego, Vampiro: Edad Oscura y Vampiro: La Era Victoriana, todos ambientados en el ficticio Mundo de TinieblasSu símbolo es la rosa roja con espinas.
Los Toreador usualmente tienen una obsesión con todo aquello que se relacione con lo artístico y la belleza superficial. Son artistas hedonistas y egoístas. Como es de esperarse, los Toreador consideran a los Nosferatu como los vampiros más desagradables y repulsivos. El sentimiento es mutuo. Su atracción hacia las cosas que consideran bellas es tan grande que se ven en la necesidad de forzarse a sí mismos para no quedar paralizados ante trabajos, obras o demás cosas de gran calidad estética.
Se dice que los Toreador son los vampiros que más cerca permanecen del lado sensible y emotivo de los seres humanos.
Se cree que su fundador Antediluviano fue una gran artista en la primera ciudad (Enoch) y que su nombre era Arikel, posiblemente, o Ishtar. A pedido de Caín, ella creó un hermoso mural que reflejaba la lucha eterna entre el vampiro y la bestia. El mural, se dice, fue desvelado ante Caín y otro de sus hijos. En su furia ante lo que el mural mostraba, Caín y su hijo se retiraron sin llegar a ver jamás el último panel del mural, que ilustraba lo que la Antediluviana pensaba era la forma de vivir en paz con la bestia. Caín destruyó el mural y le ordenó a su hijo beber toda la sangre de Arikel/Ishtar, maldiciéndola a la vez con la fijación que el futuro clan poseería respecto a la belleza. En el último instante, Caín ordenó a su hijo abrazar a la mujer.

## Enlaces
- Las Crónicas Toreador Archivado el 3 de febrero de 2009 en Wayback Machine.

- Datos: Q12220996